# Corolario de Roosevelt

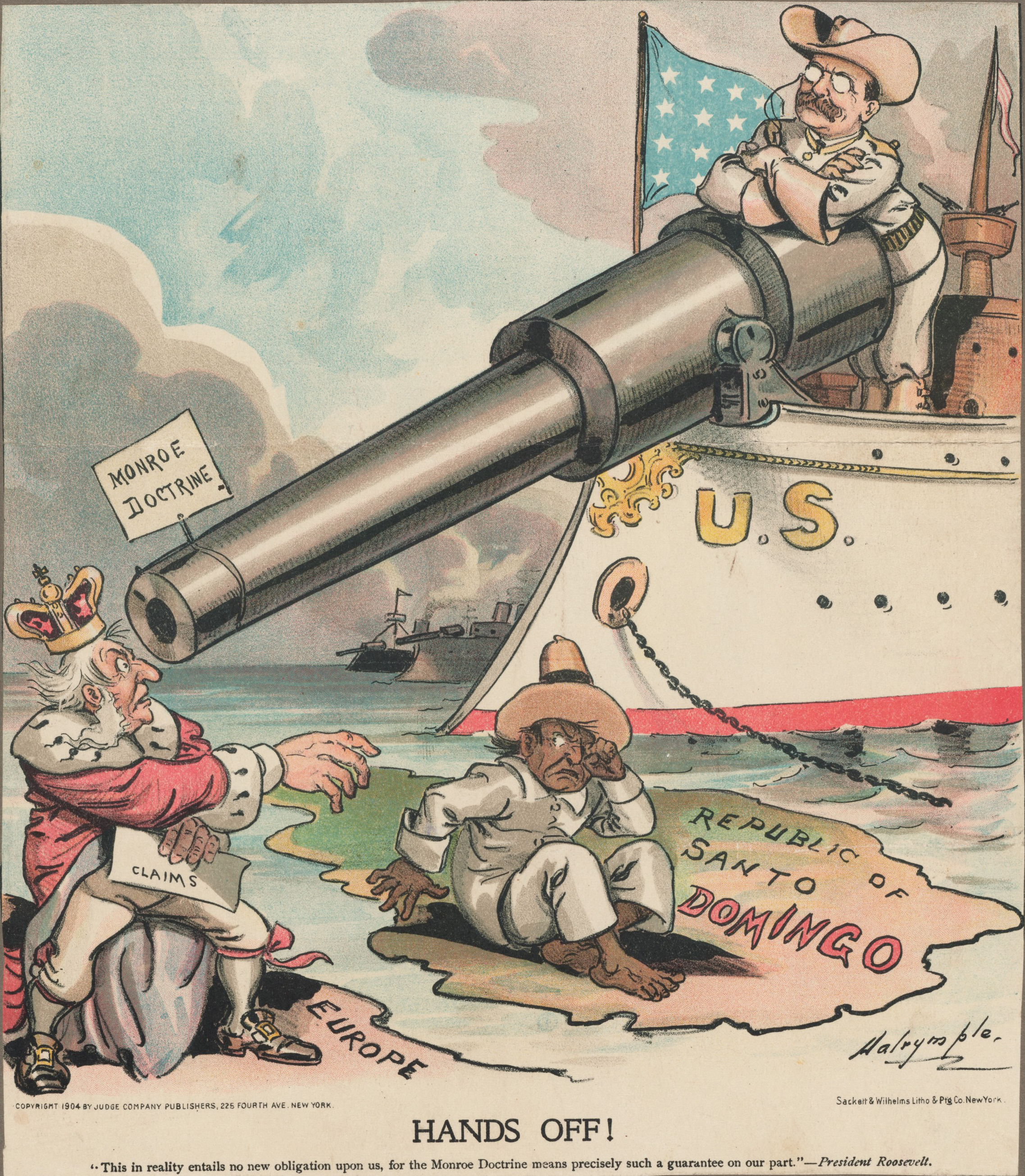
Caricatura política que representa a Theodore Roosevelt usando la Doctrina Monroe para intermediar por la República Dominicana ante las potencias europeas.

El corolario de Roosevelt es una sustancial alteración (llamada “enmienda”) a la Doctrina Monroe por parte del presidente de Estados Unidos Theodore Roosevelt. El corolario establecía que los Estados Unidos podían intervenir en los asuntos internos de países latinoamericanos si cometían faltas flagrantes y crónicas.

## Historia
El corolario fue formulado ante el Congreso en el Discurso del Estado de la Unión del 6 de diciembre de 1904, una vez que las potencias europeas (Alemania, Inglaterra e Italia) habían amenazado con el bloqueo naval a Venezuela de 1902-1903. El motivo de la acción bélica fue cobrar por la fuerza el pago de una deuda contraída por el gobierno de Venezuela a finales del siglo XIX. Sin embargo el bloqueo fue levantado después de someterse las partes a un arbitraje bajo presión del mismo Roosevelt.
Roosevelt aplicó su variante a la Doctrina Monroe por primera vez tomando las aduanas de la República Dominicana en 1905 para pagar a los acreedores extranjeros de esa nación. Este acontecimiento provocó una gran indignación en los dirigentes europeos y en particular del kaiser Guillermo II.

## Legado
El corolario Roosevelt fue suplantado por la Política de buena vecindad (el llamado panamericanismo) una iniciativa presentada por la administración del presidente Franklin Delano Roosevelt en el marco de la VII Conferencia Panamericana de Montevideo en diciembre de 1933. Entre las actividades de distensión y acercamiento se destaca la producción de filmes basados en las culturas de los países latinoamericanos como Volando a Rio, Los tres caballeros o Saludos amigos.